# کرسی ریاضیات لوکاسی
کرسی ریاضیات لوکاسین نام یک کرسی معروف علمی در جهان است. این کرسی در سال ۱۶۶۳ به وسیلهٔ هنری لوکاس در دانشگاه کمبریج انگلستان بنا نهاده شد.

## فهرست دارندگان کرسی
| ترتیب     | سال انتصاب | پرتره | نام                              | حوزه                    | سال‌های عهده‌داری |
| --------- | ---------- | ----- | -------------------------------- | ----------------------- | --------------- |
| نخستین    | ۱۶۶۳       |       | آیزاک بارو (۱۶۳۰ – ۱۶۷۷)         | کلاسیک و ریاضی          | ۶               |
| دومین     | ۱۶۶۹       |       | آیزاک نیوتن (1643 – 1727)        | ریاضیات و فیزیک         | ۳۳              |
| سومین     | ۱۷۰۲       |       | ویلیام ویستون (1667 – 1752)      | ریاضیات                 | ۹               |
| چهارمین   | ۱۷۱۱       |       | نیکلاس ساندرسون (1682 – 1739)    | ریاضیات                 | ۲۸              |
| پنجمین    | ۱۷۳۹       |       | جان کولسون (1680 – 1760)         | ریاضیات                 | ۲۱              |
| ششمین     | ۱۷۶۰       |       | ادوارد وارینگ (1736 – 1798)      | ریاضیات                 | ۳۸              |
| هفتمین    | ۱۷۹۸       |       | آیزاک میلنر (1750 – 1820)        | ریاضی و شیمی            | ۲۲              |
| هشتمین    | ۱۸۲۰       |       | رابرت وودهاوس (1773 – 1827)      | ریاضیات                 | ۲               |
| نهمین     | ۱۸۲۲       |       | توماس تورتون (1780 – 1864)       | ریاضیات                 | ۴               |
| دهمین     | ۱۸۲۶       |       | جورج بیدل ایری (1801 – 1892)     | اخترشناسی               | ۲               |
| یازدهمین  | ۱۸۲۸       |       | چارلز ببیج (1791 – 1871)         | ریاضیات و علوم کامپیوتر | ۱۱              |
| دوازدهمین | ۱۸۳۹       |       | جاشوا کینگ (1798 – 1857)         | ریاضیات                 | ۱۰              |
| سیزدهمین  | ۱۸۴۹       |       | جورج گابریل استوکس (1819 – 1903) | فیزیک و مکانیک سیالات   | ۵۴              |
| چهاردهمین | ۱۹۰۳       |       | جوزف لارمر (1857 – 1942)         | فیزیک                   | ۲۹              |
| پانزدهمین | ۱۹۳۲       |       | پل دیراک (1902 – 1984)           | فیزیک                   | ۳۷              |
| شانزدهمین | ۱۹۶۹       |       | مایکل جیمز لایت‌هیل (1924 – 1998) | مکانیک سیالات           | ۱۰              |
| هفدهمین   | ۱۹۷۹       |       | استیون هاوکینگ (1942 – 2018)     | فیزیک نظری و کیهان‌شناسی | ۳۰              |
| هجدهمین   | ۲۰۰۹       |       | مایکل گرین (born 1946)           | نظریهٔ ریسمان            | ۶               |
| نوزدهمین  | ۲۰۱۵       |       | مایکل کتس (born 1961)            | مکانیک آماری ماده نرم   | عهده‌دار کنونی   |